# Unterseeboot 704
L'Unterseeboot 704 ou U-704 est un sous-marin allemand (U-Boot) de type VIIC utilisé par la Kriegsmarine pendant la Seconde Guerre mondiale.
Le sous-marin fut commandé le 9 octobre 1939 à Hambourg (H. C. Stülcken Sohn), sa quille fut posée le 26 août 1940, il fut lancé le 28 août 1941 et mis en service le 18 novembre 1941, sous le commandement du Kapitänleutnant Horst Kessler.
Il fut sabordé en mars 1945 à Bremen-Vegesack.

## Conception
Unterseeboot type VII, l'U-704 avait un déplacement de 769 tonnes en surface et 871 tonnes en plongée. Il avait une longueur totale de 67,10 m, un maître-bau de 6,20 m, une hauteur de 9,60 m et un tirant d'eau de 4,74 m. Le sous-marin était propulsé par deux hélices de 1,23 m, deux moteurs diesel Germaniawerft M6V 40/46 de 6 cylindres en ligne de 1 400 cv à 470 tr/min, produisant un total de 2 060 à 2 350 kW en surface et de deux moteurs électriques Garbe, Lahmeyer & Co. RP 137/c de 375 cv à 295 tr/min, produisant un total 550 kW, en plongée. Le sous-marin avait une vitesse en surface de 17,7 nœuds (32,8 km/h) et une vitesse de 7,6 nœuds (14,1 km/h) en plongée. Immergé, il avait un rayon d'action de 80 milles marins (150 km) à 4 nœuds (7,4 km/h; 4,6 milles par heure) et pouvait atteindre une profondeur de 230 m. En surface son rayon d'action était de 8 500 milles nautiques (soit 15 700 km) à 10 nœuds (19 km/h).
L'U-704 était équipé de cinq tubes lance-torpilles de 53,3 cm (quatre montés à l'avant et un à l'arrière) qui contenait quatorze torpilles. Il était équipé d'un canon de 8,8 cm SK C/35 (220 coups) et d'un canon antiaérien de 20 mm Flak. Il pouvait transporter 26 mines TMA ou 39 mines TMB. Son équipage comprenait 4 officiers et 40 à 56 sous-mariniers.

## Historique
Il reçut sa formation de base au sein de la 8. Unterseebootsflottille jusqu'au 30 juin 1942, puis il intégra sa formation de combat dans la 7. Unterseebootsflottille. À partir du 1er avril 1943, il est affecté comme navire école dans la 21. Unterseebootsflottille, dans la 24. Unterseebootsflottille, dans la 23. Unterseebootsflottille puis retourne dans la 21. Unterseebootsflottille.
Il quitte Kiel en Allemagne pour sa première patrouille sous les ordres du Kapitänleutnant Horst Kessler le 30 juin 1942. Il navigue dans l'Atlantique Nord, vers l'est de Terre-Neuve et coule un cargo à moteur britannique du convoi ON-113, à 300 miles à l'est du Cap Race, le 26 juillet 1942. Le navire avait été endommagé par l'U-607. Après 48 jours en mer, il rejoint son port d'attache de Saint-Nazaire qu'il atteint le 16 août 1942.
Le 9 septembre 1942, l'U-704 fait une sortie en mer pour sept jours.
Sa troisième patrouille se déroule du 	5 octobre au 23 novembre 1942, soit 50 jours en mer, le fait naviguer dans l'Atlantique. L'U-704 a probablement tiré quatre torpilles contre le RMS Queen Elizabeth le 9 novembre 1942 et revendique l'avoir touché, sans confirmation.
Partant pour sa quatrième patrouille le 1er janvier 1943, l'U-704 connaît une difficulté technique qui l'oblige à retourner à La Rochelle le 2 janvier.
Il reprend la mer le 7 janvier et patrouille pendant 37 jours dans l'Atlantique avant de rentrer à Saint-Nazaire le 12 février 1943.
La cinquième patrouille, du 14 mars au 5 avril 1943, soit 23 jours en mer, se passe dans la zone GIUK, entre l'Islande et les Îles Féroé.
Le 6 avril 1943, il quitte Bergen pour rejoindre Königsberg six jours plus tard.
À partir du 1er avril 1943, l'U-704 sert de navire-école pour la formation des équipages, en mer Baltique jusqu'à la fin de la guerre.
L'U-704 sort des unités de la Kriegsmarine le 24 mars 1945 et est sabordé pour éviter sa prise par l'Armée rouge le 30 avril 1945 dans la base de Bremen-Vegesack, suivant les ordres de l'amiral Karl Dönitz (Opération Regenbogen).
Son épave est dynamitée le 4 avril 1946 et démolie en 1947.

## Affectations
- 8. Unterseebootsflottille du 18 novembre 1941 au 30 juin 1942 (Période de formation).
- 7. Unterseebootsflottille du 1er juillet 1942 au 1er avril 1943 (Unité combattante).
- 21. Unterseebootsflottille du 1er avril 1943 au 31 mai 1943 (Navire-école).
- 24. Unterseebootsflottille du 1er juin 1943 au 31 août 1943 (Navire-école).
- 23. Unterseebootsflottille du 1er septembre 1943 au 31 juillet 1944 (Navire-école).
- 21. Unterseebootsflottille du 1er août 1944 au 24 mars 1945 (Navire-école).

## Commandement
- Kapitänleutnant Horst Wilhelm Kessler du 18 novembre 1941 à avril 1943.
- Commandement vacant d'avril 1943 au 11 juin 1943.
- Oberleutnant zur See Karl-Heinz Hagenau du 12 juin 1943 à avril 1944.
- Leutnant zur See Gerhard Ady d'avril 1944 à juillet 1944.
- Oberleutnant zur See Wolfgang Schwarzkopf du 6 août 1944 au 18 décembre 1944.
- Oberleutnant zur See Gerhard Nolte du 19 décembre 1944 au 24 mars 1945.

## Patrouilles
|       | Commandant                   | Départ           | Départ      | Arrivée           | Arrivée     | Jours     | Succès  |
| ----- | ---------------------------- | ---------------- | ----------- | ----------------- | ----------- | --------- | ------- |
| 1     | Kptlt. Horst Wilhelm Kessler | 30 juin 1942     | Kiel        | 16 août 1942      | St. Nazaire | 48 jours  | 6 942   |
| 2     | Kptlt. Horst Wilhelm Kessler | 9 septembre 1942 | St. Nazaire | 15 septembre 1942 | St. Nazaire | 7 jours   |         |
| 3     | Kptlt. Horst Wilhelm Kessler | 5 octobre 1942   | St. Nazaire | 23 novembre 1942  | La Pallice  | 50 jours  |         |
| 4     | Kptlt. Horst Wilhelm Kessler | 1er janvier 1943 | La Pallice  | 2 janvier 1943    | La Pallice  | 2 jours   |         |
| L     | Kptlt. Horst Wilhelm Kessler | 7 janvier 1943   | La Pallice  | 12 février 1943   | St. Nazaire | 37 jours  |         |
| 5     | Kptlt. Horst Wilhelm Kessler | 14 mars 1943     | St. Nazaire | 5 avril 1943      | Bergen      | 23 jours  |         |
|       | Kptlt. Horst Wilhelm Kessler | 6 avril 1943     | Bergen      | 11 avril 1943     | Königsberg  | 6 jours   |         |
| Total | Total                        | Total            | Total       | Total             | Total       | 173 jours | 6 942 t |

Notes : Kptlt. = Kapitänleutnant

### Opérations Wolfpack
L'U-704 opéra avec les Wolfpacks (meute de loups) durant sa carrière opérationnelle.
- Wolf (13-31 juillet 1942)
- Pirat (31 juillet - 3 août 1942)
- Steinbrinck (3-11 août 1942)
- Panther (10-20 octobre 1942)
- Veilchen (20 octobre - 7 novembre 1942)
- Habicht (10-19 janvier 1943)
- Haudegen (19 janvier - 9 février 1943)

## Navire coulé
L'U-704 coula 1 navire marchand de 6 942 tonneaux au cours des 5 patrouilles (173 jours en mer) qu'il effectua.
| Date            | Nom            | Nationalité | Tonnage | Convoi | Fait  | Localisation         |
| --------------- | -------------- | ----------- | ------- | ------ | ----- | -------------------- |
| 26 juillet 1942 | Empire Rainbow | Royaume-Uni | 6 942   | ON-113 | Coulé | 47° 08′ N, 42° 57′ O |